# Nodulo di Sister Mary Joseph
Il nodulo di Sister Mary Joseph è un nodulo localizzato sull'ombelico, indicativo di neoplasia metastatica maligna.
Nella maggior parte dei casi si tratta di neoplasie maligne metastatiche (un tipico esempio è l'adenocarcinoma gastrico), in altri casi si può trattare di neoplasie benigne (tumori non maligni dei melanociti, papillomi fibroepiteliali, cisti da inclusioni epiteliali, cheratosi seborroiche, dermatofibromi e polipi) o di alterazioni non neoplastiche della cicatrice ombelicale (alterazioni del dotto omfalo-mesenterico, chelodi della cicatrice ombelicale, ecc.).
Quando associato ad ascite, calo ponderale, nausea, distensione addominale o dolore epigastrico dovrebbero essere indagati per neoplasie intra-addominali.
La biopsia del nodulo può essere di grande utilità diagnostica.
Il termine Nodulo di Sister Mary Joseph è stato coniato nel 1949 da Hamilton Bailey ed è dedicato a Mary Joseph Dempsey, che ha attirato l'attenzione del dottor William James Mayo sul fenomeno e ha pubblicato un articolo su tema nel 1928.